# Revisor
En revisor är en tjänsteman vars uppgift är att utföra revision genom att verifiera bokföring, beslutsmässighet och verksamhet i en organisation, till exempel en förening, en myndighet eller ett företag. En revisor ska vid utförande av sitt uppdrag beakta god revisorssed.

## Revisorns oberoende
En revisor skall vara oberoende från de parter, intressenter, som kan antas ha finansiellt intresse i det bolaget som revideras och skall inte själv ha ekonomiskt intresse som påverkas av revisionsutfallet. 
Kraven på revisorns oberoende regleras av ISA 200-standarden samt den nationella revisionslagen.
I ISA 200 förklaras det om den oberoende revisorns övergripande mål samt hur en revisor skall utföra revisionen enligt International Standards on Auditing (ISA). Standarden hänvisar till IESBA:s etikkod, där relevanta yrkesetiska krav behandlas mer utförligt. Enligt ISA 200 fastställer del A i denna etikkod grundläggande principer för god yrkessed för revisorer.
Standarden fortsätter med att påpeka att revisorns oberoende för det reviderade företaget ligger i allmänhetens intresse, och krävs därför enligt IESBA:s Etikkod. Koden beskriver att oberoendet består av faktiskt och synbart oberoende. ISA 200 tar även upp internationella standarden om kvalitetskontroll (ISQC), som behandlar revisionsföretagens ansvar att ta i bruk och upprätthålla kvalitetskontrollsystem för uppdragen. ISQC säkerställer att revisionsföretagen har ett ansvar för att lägga riktlinjer och rutiner för att följa upp att revisorerna följer relevanta yrkesetiska krav, innefattande krav som gäller oberoende.
Den nationella lagstiftningen, Revisionslagen (1141/2015), förklarar i kap. 4, 6 § revisorns oberoende ställning på följande sätt:
”En revisor ska vara oberoende vid utförandet av ett uppdrag som avses i 1 kap. 1 § 1 mom. och organisera sin verksamhet på ett sätt som tryggar oberoendet.
Om det inte finns förutsättningar för en oberoende verksamhet, ska revisorn vägra ta emot uppdraget eller avstå från det.”
Dock behöver revisorn enligt lagen inte avstå från att ta emot uppdraget, ifall faktorerna som utgör ett hot mot oberoendet som helhet kan anses betydelselösa eller revisorn har vidtagit åtgärder som säkerställer oberoendet. Dessa åtgärder skall åtminstone vidtas i samband med att revisorn har ekonomiska eller andra intressen i reviderade bolaget, revisorns egen verksamhet är objekt för revisionen, revisorn handlar för eller mot reviderade bolaget i en rättegång eller annat ärende, har en nära relation till någon i ledningen eller ifall revisorn utsätts för påtryckning.

## Revisorer i Sverige
En revisor kan vara ideell, godkänd eller auktoriserad. Större aktiebolag och bolag verksamma under finansinspektionens tillsyn måste till exempel enligt lag ha en godkänd eller auktoriserad revisor medan man i till exempel ideella föreningar kan ha en ideell revisor, det vill säga en lekmannarevisor. Vem som helst får kalla sig för revisor, men det finns begränsningar för vem som får kalla sig för auktoriserad revisor eller godkänd revisor. Dessa två titlar är skyddade i lag.
Statliga Revisorsinspektionen (RI) utövar tillsyn över godkända och auktoriserade revisorer. Godkännande och auktorisation av revisorer samt registrering av revisionsbolag meddelas av RI för fem år i taget. För att inneha godkännande eller auktorisation måste man vara yrkesverksam som revisor. Inför varje ny femårsperiod gör RI en kontroll av revisorns yrkesverksamhet och redbarhet. Vad gäller registrerade revisionsbolag kontrolleras att de särskilda villkor om bland annat ägande och styrelsesammansättning som gäller för dessa bolag är uppfyllda.
En auktoriserad eller godkänd revisor ska anmäla brott enligt 9 kap. 42–44 §§ aktiebolagslagen till åklagare och ska även rapportera misstänkt penningtvätt, eller om ett företag kan misstänkas användas för finansiering av terrorism, till Finanspolisen (genom lagen om åtgärder mot penningtvätt och finansiering av terrorism 2009:62).
I och med 1995 års revisorslagstiftning infördes regler om att den som för första gången ansöker om godkännande/auktorisation som revisor skall ha avlagt revisors- respektive högre revisorsexamen. Revisorsexamen och högre revisorsexamen anordnas av RI vid två tillfällen per år.
Den 20 december 2012 beslutade regeringen propositionen Försenad årsredovisning och bokföringsbrott samt några revisorsfrågor (prop. 2012/13:61). I propositionen föreslogs bland annat att möjligheten att bli godkänd revisor med revisorsexamen ska tas bort och att det framöver endast ska vara möjligt att bli auktoriserad revisor. En godkänd revisor som före ikraftträdandet har avlagt revisorsexamen ska fortsättningsvis benämnas auktoriserad revisor. En godkänd revisor som däremot inte har avlagt revisorsexamen behåller sin behörighet och ska, som idag, benämnas godkänd revisor. 
Riksdagen antog den 17 april 2013 regeringens förslag till lagändringar så från och med den 1 juni 2013 kommer det alltså att finnas två kategorier revisorer, auktoriserade revisorer och godkända revisorer som inte avlagt revisorsexamen. I framtiden kommer det endast att vara möjligt att bli auktoriserad revisor. 
Auktoriserade revisorer, godkända revisorer och specialister i angränsande områden som skatt och redovisning kan tillhöra FAR, branschorganisation för auktoriserade och godkända revisorer samt kvalificerade specialister inom revisionsbranschen. I Sverige finns cirka 2 000 godkända och 2 300 auktoriserade revisorer samt ett 90-tal registrerade revisionsbolag. Att ett revisionsföretag hos RI registreras som revisionsbolag innebär att själva bolaget, till skillnad från revisionsföretag rent allmänt, kan väljas till revisor. En i bolaget verksam godkänd eller auktoriserad revisor skall då utses som huvudansvarig för uppdraget.
För revisorer som är yrkesverksamma inom den kommunala sektorn har yrkesföreningen SKYREV skapat ett certifieringsinstitut. Certifieringen sköts av en särskild certifieringsnämnd. För att bli godkänd som certifierad kommunal revisor krävs en akademisk utbildning vilken garanterar kunskaper som lämpar sig inom kommunal revisionsverksamhet. Utbildningen ska vara kombinerad med handledd, praktisk erfarenhet av kommunal revision. Den sammanlagda praktiken ska vara minst fem år. Certifieringen kräver att man är yrkesverksam inom den kommunala revisionen och en omprövning av certifieringen görs vart femte år. 